# 胡歌
胡歌（フー・ゴー、1982年9月20日 - ）は、中華人民共和国上海市生まれの中国人俳優で歌手。数多くのドラマを出演し、代表作には『仙剣奇侠伝』シリーズ（2005、2009）、『偽装者』（2015）、『琅琊榜 〜麒麟の才子、風雲起こす〜』（2015）がある。
2005年上海戯劇学院卒。2005年に出演した『仙剣奇侠伝』シリーズで一気にブレイクして人気俳優になったが、『仙剣奇侠伝』はゲームを原作としたドラマのため、その時期の主のファン層は中高生に限られていた。2006年に交通事故で右目と右顔に100針以上を縫う大怪我を負った。この事故のため、当時撮影中のドラマ『射鵰英雄伝〈新版〉』の撮影が一年間中断された。2010年から多様な役に挑戦し、ドラマに限らず舞台も多く主演した。2015年放送の『偽装者』『琅琊榜 〜麒麟の才子、風雲起こす〜』の大ブレイクで俳優としての実力が広く認められ、ファン層も全世代に広がるようになった。2016年から仕事を控え、久しぶりに自分自身としての生活を過ごせるようになった。2018年に映画初主演を果たした。

## 経歴・人物

### 生い立ち
1982年9月20日、中国上海市徐匯区生まれ。父は労働者（工人）で、母は病気のために早年退職し、裕福な家庭ではなかった。母は胡歌が6歳の時に乳がんと診断され、30年ぐらいの闘病生活を続いた末、2019年に亡くなった。一人っ子である。
幼少期は性格が内面的であった。両親は胡歌が将来社会に溶け込めないことを心配し、児童劇団などを胡歌に勧めた。何度も落選したこともあったが、1989年、上海テレビ局小熒星芸術団に選ばれた。それは胡歌にとって初めての舞台だった。
中学・高校時代は学校や区の行事に多く参加し、同時に上海テレビ局と東方放送局（上海の地元の放送局）で少年番組の司会者をしていた（1999年まで）。また、同時期、CMのモデルにも起用され始めた。
CMの撮影を通じてCMのアイデアや撮影に興味を持つようになり、将来CM業界で働きたいと考えるようになる。この志を知る友達の勧めで中央戯劇学院を受験し、監督学部に全国2位（1位は推薦入学生）で合格した。同時に上海戯劇学院の演技部（中国語：表演系）を全国3位の成績で合格した。胡歌はすでに上海のCM業界にある程度の知名度があったため上海に残るなら学費や生活費の心配がないが、北京の中央戯劇学院に行くとなると経済的な負担が重くなるため、地元の上海戯劇学院に進学した。

### 俳優デビュー
2002年、大学在学中だった胡歌は友人からメディア会社の唐人影視を薦められ、ドラマの吹き替えを務めた後、会社と契約した。上海戯劇学院を卒業した頃に時代物のTVシリーズに出演し、中国や台湾で一躍アイドルスターとなった。2005年に主演した『仙剣奇侠伝』は同名の武侠PCゲームを基としたドラマで、この李逍遥の役と他のTVドラマ主演によって彼はいくつかの舞台芸術賞を受賞した。

### 交通事故
2006年8月29日晩、撮影現場から上海に帰る途中、滬（上海）杭（杭州）高速公路嘉興段で交通事故に遭った。同乗の助手は死去し、胡歌自身は重傷を負ったが一命をとりとめ、2日間全身麻酔の手術が行われた。その後、香港や韓国で治療していた。1年後復帰した。

### 復活と挑戦（舞台）
2008年、事故のため中断していたTVドラマ『射鵰英雄伝〈新版〉』の撮影を終え、『仙剣奇侠伝3』、ジャッキー・チェンがプロデュースした『THE MYTH 神話』に出演し、復活を印象づけた。顔の傷痕は、胡歌を人気アイドル俳優から演技派俳優へと転換させる動機となり、2010年以降は二枚目主役を避けて演じ、役者としての多様性を模索するようになった。映画『バタフライ・ラヴァーズ』では敵役を選び、賴聲川（スタン・ライ）監督の舞台『如夢之夢』では五月病の「患者No. 5」役を演じて1年間舞台に出演した。この演技で第2回北京ダニー国際舞台芸術賞の「最優秀俳優賞」を受賞した。2012年の『刷新3＋7』に出演時は「城市之光」の撮影チームに脚本家としても参加し、『軒轅劍』では一人二役やプロデューサーを兼務するなど、意欲をみせた。

### 再ブレイク
2015年、スパイ小説「諜戦上海灘」が原作のTVドラマ『偽装者』に出演後、『琅琊榜 〜麒麟の才子、風雲起こす〜』の梅長蘇役を主演した。話が進むにつれドラマが話題となり作品は大ヒットとなった。『琅琊榜』放送後、胡歌が助演した『風中の縁』の再放送が始まったため、2015年は胡歌フィーバーとなった。『琅琊榜』は同年のメディア映像賞を総なめし、胡歌は国内TVシリーズの最優秀主演男優賞、ゴールデンイーグル賞やマグノリア賞、Iqiyi TV and Movie Awardsの俳優賞など多数受賞した。同年、福岡で開催された第10回アジアドラマカンファレンス in Kyushuで『風中の縁』の演技により特別貢献賞を受賞した。

### 活動休止
2016年よりテレビ出演を控え、2017年3月に渡米後、7月までAAUで語学を学び、その後ニューヨーク大学で映画について学んだ。人気絶頂時にキャリアを停めるのは「演技をより深めるため、別の人生を体験すること」だと彼はインタビューで答えている。しかし出発前に情報が洩れたため国内メディアや在米ファンの間で大騒動となり、願ったような平静な日常を得られぬまま1年の滞在を終えて帰国した。

### 変容と挑戦（映画）
帰国後は現在に至るまでメイン活動の場を映画に移した。胡歌はジャッキー・チェン作品にたびたび出演していたが、近年は岩井俊二監督の映画『チィファの手紙』やディアオ・イーナン監督の『鵞鳥湖の夜』など、個性的な監督作品の中でこれまでとは違う役柄に挑戦し、俳優としての新境地をみせた。2019年、COVID-19のパンデミックにより主演映画『馴鹿』の撮影が1年中断され、完成したシーンの多くが再撮影となった。2020年、ウォン・カーウァイが監督した時代劇『繁花』に主演しテレビドラマに戻ることを発表した。

### チャリティ
2009年10月、彼は自著『幸福的拾荒者』からのすべての使用料と彼自身の報酬を慈善団体であるオペレーションナーサリーに寄付し、事故で亡くなった彼の助手で親友だった張冕さんの名で雲南省威信県四漢村に希望小学校を寄贈した。胡歌とファンは現在もこの小学校に寄付を続けている。この他、四川省のグリーンリバーNGOの生態環境保護プロジェクトや、長江の源流の環境保護活動などの他の慈善活動にも定期的に関わっている。2016年に上海の観光大使、Visit Britainの中国親善大使に任命された。

## 作品

### ドラマ
- 蒲公英（2004）
- 聊齋志異（2004）
- 仙剣奇侠伝（2005）-  原題「仙剣奇侠伝」
- 天外飛仙（2005）
- 楊家将伝記 兄弟たちの乱世（2006）-  原題「少年楊家將」
- 別愛我（2006）
- 射鵰英雄伝〈新版〉（2008）-  原題「射鵰英雄傳」
- 仙剣奇侠伝３(2009)
- THE MYTH 神話（2010）-  原題「神話」
- 苦咖啡（2010）
- 香格里拉（2011）
- 無懈可撃之高手如林（2011）
- ハッピーカラーズ 〜ぼくらの恋は進化系〜（2011）-  原題「摩登新人類」
- 軒轅劍之天之痕（2012）
- 刷新3＋7（2012-2013）
- 愛情公寓4（2014）- カメオ出演
- 生活後示録（2014）
- 風中の縁（2014）-  原題「風中奇縁」
- 四十九日・祭（2014）
- 偽装者（2015）-  原題「偽装者」
- 琅琊榜 〜麒麟の才子、風雲起こす〜（2015）-  原題「琅琊榜」
- 大好時光（2016）
- 旋風十一人（2016）
- 獵場（2017）
- 外科風雲（2017）- カメオ出演
- 繁花（2021）
- 完美伴侶（2022予定）- カメオ出演

### 映画
- 國歌（1999）- エキストラ
- 假裝沒感覺（2002）
- 私の中に誰かがいる（2003）- 原題「疑神疑鬼」
- 第601个電話（2006）
- バタフライ・ラヴァーズ（2008）- 原題「武侠梁祝」
- 1911（2011）- 原題「辛亥革命」
- DIVA華麗之後（2012）
- 大話天仙（2014）
- あの娘が消えた夏（2016）- 原題「那年夏天你去了哪裏」
- チィファの手紙（2018）- 原題「你好，之華」
- クライマーズ（2019）- 原題「攀登者」
- 鵞鳥湖の夜（2019）- 原題「南方車站的聚会」
- 李娜（2020）
- 馴鹿（2021）
- 来し方 行く末（2023年）- 原題「不虚此行」
- 最高でも、最低でもない俺のグッドライフ（2024年）- 原題「走走停停」 ※2024東京・中国映画週間で上映

### 吹き替え
- 宝蓮灯（1999）
- 少年岳飛傳奇（2011）
- 大鬧天宮3D（2012）
- 麥兜噹噹伴我心（2012）
- 龍之谷：破曉奇兵（2014）
- 言靈童話（2017）
- 但是還有書籍（2019）

### 音楽

#### アルバム
- 珍惜（2006）
- 出發（2008）
- 藍光（2010）- コンピレーション

#### シングル
- 無懈可撃之高手如林（2011）「高手」
- 軒轅劍 （2012）「一吻天荒」「指紋」
- 歩歩驚心（2013）「一念執著」
- 琅琊榜 （2015）「風起時」
- 風中奇縁（2015）「好好過」

### 舞台
- 永遠的尹雪艶（2000）
- 我為歌狂（2002）
- 探長來訪（2005）
- 如夢之夢（2000初演、以降2020を除き2021まで毎年再演）

### 書籍
- 幸福的拾荒者(2007)

この本は自動車事故の後に書かれた、治療中の胡歌の精神的な旅を綴った内容で、2007年6月にJieli Publishing Houseから出版された。交通事故で人生とキャリアが砕かれ、その欠片を拾う行為に似た回復の過程で多くの人の世話になったことから書名を「幸福的拾荒者（幸せな塵拾い）」と名付けた。「序文」「日常の不幸」「冕さんの記憶」「過去を探る」「柳暗花明」「友達、鏡」の6部構成で、 胡歌自身の手記や友人たちが彼に宛てたメッセージなどを収録している。この本の収益はすべてチャリティ活動に寄付される。（チャリティ項目を参照）

### 写真展
- 雲南撮影ツアーのドキュメンタリービデオ展（2016）- 北京798芸術区
- 《家園》上海城市影像展（2016）- ロンドン
- 上海旅游形象大使—胡歌欧洲之行作品展（2016）- ウェブ写真展作品
- 胡歌長江源環保公益行作品展（2016）- ウェブ写真展作品
- 胡歌線上作品展（2016）- ソニーチャイナ公式サイト